# Pancreas - Trapianto del libro Cuore
Pancreas - Trapianto del libro Cuore è il secondo libro umoristico scritto da Giobbe Covatta, edito nel settembre 1993 a Firenze dalla casa editrice Adriano Salani Editore. L'autore lo scrisse a trentasette anni, realizzando anche delle apposite illustrazioni. Tra il settembre 1993 e il febbraio 1994 ne vennero stampate sei edizioni.
È la parodia del libro Cuore di Edmondo De Amicis.

## Trama
Il libro Cuore viene ripercorso in maniera umoristica con un accento però sulla dolorosa condizione in cui si trovano a dover studiare i bambini delle zone più povere d'Italia: strutture fatiscenti, insegnanti incapaci e una generica condizione di disagio sociale.
Covatta descrive perciò i tentativi del timido maestro Sergio Sergio (Sergio sia di nome che di cognome) detto Piero, e della Laika (l'insegnante di religione, al secolo Rita Dacascia) di mantenere l'attenzione in una classe di bambini scalmanati, che si concludono quasi sempre con una favola: due di queste, La piccola vendetta lombarda e Il tamburino sordo, sono rivisitazioni ironiche dei racconti patriottici narrati nel romanzo originale.

## Edizioni
- Giobbe Covatta, Pancreas - Trapianto del libro Cuore, 6ª ed., Adriano Salani Editore, 1994, ISBN 88-7782-245-7.